# Atletismo nos Jogos Mundiais Militares de 2011 - Revezamento 4x100 m masculino
A disputa do revezamento 4x100m masculino nos Jogos Mundiais Militares de 2011 foi realizada nos dias 22 e 23 de julho no Estádio Olímpico João Havelange. 

## Medalhistas
|  | BRA Brasil                                                           |  | POL Polônia                                                          |  | SRI Sri Lanka                                                     |
|  | Vicente de Lima Ailson Feitosa Basílio de Moraes Júnior Nilson André |  | Grzegorz Zimniewicz Kamil Masztak Robert Kubaczyk Marcin Marciniszyn |  | Shareef Safran Ranil Jayawaradena Gihan Chamara Shehan Ambepitiya |

## Semifinais

### Semifinal 1
| Pos. | Raia | País                     | Atletas                                                                                           | Tempo | Notas |
| ---- | ---- | ------------------------ | ------------------------------------------------------------------------------------------------- | ----- | ----- |
| 1    | 3    | POL Polônia              | Grzegorz Zimniewicz Kamil Masztak Robert Kubaczyk Marcin Marciniszyn                              | 39.74 | Q     |
| 2    | 6    | VEN Venezuela            | Jermaine Chirinos Diego Rivas Alvaro Casiani Ronald Amaya                                         | 40.01 | Q     |
| 3    | 7    | KSA Arábia Saudita       | Yahya Habib Ahmed Almuwallad Yasir Alnashri Mohammad Ibrahim                                      | 40.03 | q     |
| 4    | 8    | COL Colômbia             | Martin Andrés Serpa Berrio William Vera Camargo Matia Piedrahita Balecilla Omar Estrada Hernandez | 41.80 |       |
| —    | 5    | DOM República Dominicana |                                                                                                   | DNS   |       |
| —    | 4    | KUW Kuwait               |                                                                                                   | DNS   |       |

### Semifinal 2
| Pos. | Raia | País                       | Atletas                                                                              | Tempo | Notas                |
| ---- | ---- | -------------------------- | ------------------------------------------------------------------------------------ | ----- | -------------------- |
| 1    | 7    | SRI Sri Lanka              | Shareef Safraan Ranil Jayawadarena Gihan Chamara Shehan Abeypitiya                   | 40.57 | Q                    |
| 2    | 3    | IND Índia                  | Hemant Kirulkar Joseph Mattathil George Shameermon Rashid Nitin Kumar                | 40.65 | Q                    |
| 3    | 5    | INA Indonésia              | Agustinos Agustinos Patoniah Patoniah Subakir Subakir Farel Oktaviandi               | 41.12 | Recorde da temporada |
| 4    | 8    | CMR Camarões               | Ndoumbe Elvis Belinga François Xavier Tcheuko Siewe Ismael Serge Bisseck Pierre Paul | 41.46 |                      |
| 5    | 6    | UAE Emirados Árabes Unidos | Mohammed Alabri Talal Mubarak Jassim Albalooshi Hussain Alblooshi                    | 42.29 |                      |
| —    | 4    | KEN Quênia                 |                                                                                      | DNS   |                      |

### Semifinal 3
| Pos. | Raia | País         | Atletas                                                                     | Tempo | Notas |
| ---- | ---- | ------------ | --------------------------------------------------------------------------- | ----- | ----- |
| 1    | 5    | BRA Brasil   | Vicente de Lima Ailson Feitosa Basílio de Moraes Júnior Nilson André        | 39.58 | Q     |
| 2    | 7    | JAM Jamaica  | Claon Hall Miguel Barton Oliver Christie Marlon Robinson                    | 40.22 | Q     |
| 3    | 6    | ITA Itália   | Stefano Tremigliozzi Stefano Decastello Roberto Donati Emanuele di Gregorio | 40.60 | q     |
| 4    | 8    | BEL Bélgica  | Joris Haeck Denis Goossens Anthony Ferro Damien Broothaerts                 | 41.70 |       |
| 5    | 4    | SUR Suriname | Regilio Mase Carlos Felixdaal Angelo Mercuur Deon Boldewijn                 | 42.37 |       |
| —    | 3    | TUR Turquia  | Serdar Elmas Musa Altun Hakan Karacaoglu Emrah Altunkalem                   | DNF   |       |

## Final
| Pos.              | Raia | País               | Atletas                                                                     | Tempo | Notas |
| ----------------- | ---- | ------------------ | --------------------------------------------------------------------------- | ----- | ----- |
| Medalha de ouro   | 4    | BRA Brasil         | Vicente de Lima Ailson Feitosa Basílio de Moraes Júnior Nilson André        | 39.53 |       |
| Medalha de prata  | 5    | POL Polônia        | Grzegorz Zimniewicz Kamil Masztak Robert Kubaczyk Marcin Marciniszyn        | 39.63 |       |
| Medalha de bronze | 3    | SRI Sri Lanka      | Shareef Safraan Ranil Jayawadarena Gihan Chamara Shehan Abeypitiya          | 40.02 |       |
| 4                 | 6    | VEN Venezuela      | Jermaine Chirinos Diego Rivas Alvaro Casiani Ronald Amaya                   | 40.08 |       |
| 5                 | 8    | IND Índia          | Hemant Kirulkar Joseph Mattathil George Shameermon Rashid Nitin Kumar       | 40.70 |       |
| 6                 | 2    | KSA Arábia Saudita | Yahya Habib Ahmed Almuwallad Yasir Alnashri Mohammad Ibrahim                | 40.71 |       |
| 7                 | 1    | ITA Itália         | Stefano Tremigliozzi Stefano Decastello Roberto Donati Emanuele di Gregorio | 40.72 |       |
| —                 | 7    | JAM Jamaica        | Claon Hall Miguel Barton Oliver Christie Marlon Robinson                    | DNF   |       |

Legenda
| Recorde mundial      | Recorde mundial (World record)               |                       | Recorde africano                      | Recorde africano (African) |                                           | Q | Classificado por posição (Qualified) |
| Recorde militar      | Recorde dos Jogos Mundiais Militares         | Recorde da América    | Recorde da América (Americas)         | q                          | Classificado por melhor tempo (Qualified) |   |                                      |
| Melhor marca do ano  | Melhor marca do ano (World leading)          | Recorde asiático      | Recorde asiático (Asian)              | DNS                        | Não largou (Did not start)                |   |                                      |
| Recorde nacional     | Recorde nacional (National record)           | Recorde europeu       | Recorde europeu (European)            | DNF                        | Não terminou (Did not finish)             |   |                                      |
| Recorde pessoal      | Recorde pessoal do atleta (Personal best)    | Recorde da Oceania    | Recorde da Oceania (Oceania)          | DSQ / DQ                   | Desclassificado (Disqualified)            |   |                                      |
| Recorde da temporada | Recorde da temporada do atleta (Season best) | Recorde sul-americano | Recorde sul-americano (South America) | NM                         | Sem marca (No mark)                       |   |                                      |